# سم لوین
سم لوین (انگلیسی: Sam Levene; ۲۸ اوت ۱۹۰۵ – ۲۸ دسامبر ۱۹۸۰) بازیگر تئاتر و بازیگر سینما اهل ایالات متحده آمریکا بود.
از فیلم‌ها یا برنامه‌های تلویزیونی که وی در آن نقش داشته‌است می‌توان به خوی حیوانی، آدم‌کش‌ها، ... و عدالت برای همه، آتش متقاطع، خیابان بزرگ، بوی خوش موفقیت، به دنبال مرد لاغر، مرد محبوب و موفق، وداع با اسلحه، جنس مخالف، بومرنگ، قهرمان، و قلب ارغوانی اشاره کرد.